# Mistrovství světa v atletice 2009 – Ženy hod oštěpem

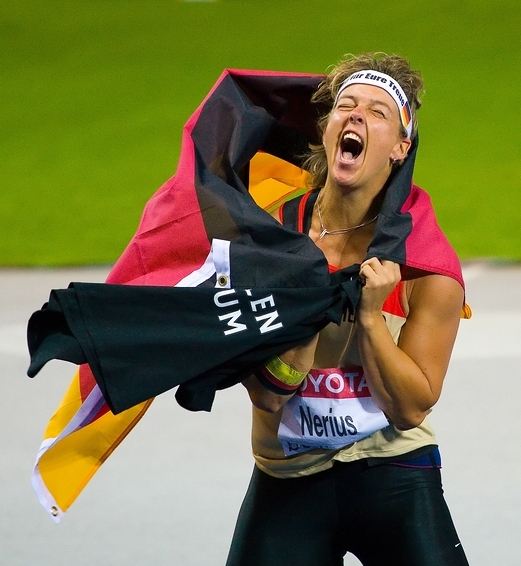
Steffi Nerius - mistryně světa v hodu oštěpem

Hod oštěpem žen na Mistrovství světa v atletice 2009 se konal na Olympiastadion Berlín 16.-18. srpna. Mirko Jalava z IAAF řekl, že se tato disciplína bude točit kolem čtyř atletek, které jsou o poznání lepší než ostatní atletky této disciplíny a že bude „velké překvapení“, které z nich se probojují na pódium.
Olympijská vítězka a držitelka světového rekordu Barbora Špotáková a z Pekingu stříbrná Marija Abakumovová neměly svou olympijskou formu loňského roku, ale stále zůstaly favoritkami klání. Další dvě favorizované atletky byla z německého týmu dvojnásobná světová medailistka Christina Obergföllová v té době držící nejlepší výkon roku a veteránka Steffi Neriusová, která dosáhla na pódium na Mistrovstvích světa v letech 2003, 2005 a 2007. Osleidys Menéndezová, Sunette Viljoenová a Madara Palameika nebyly považovány za favoritky.

## Medailisté
| Zlato                    | Stříbro                 | Bronz                    |
| Steffi Neriusová Německo | Barbora Špotáková Česko | Marija Abakumovová Rusko |

## Rekordy
| Světový rekord        | Barbora Špotáková      | 72,28 | Stuttgart, Německo             | 13. září 2008   |
| Rekord šampionátu     | Osleidys Menéndezová   | 71,70 | Helsinky, Finsko               | 14. srpna 2005  |
| Nejlepší výkon roku   | Christina Obergföllová | 68,59 | Leiria, Portugalsko            | 20. června 2009 |
| Africký rekord        | Sunette Viljoenová     | 65,43 | Bělehrad, Srbsko               | 7. června 2009  |
| Asijský rekord        | Wei Jianhua            | 63,92 | Peking, Čína                   | 18. srpna 2000  |
| Severoamerický rekord | Osleidys Menéndezová   | 71,70 | Helsinky, Finsko               | 14. srpna 2005  |
| Jihoamerický rekord   | Sabina Moya            | 62,62 | Ciudad de Guatemala, Guatemala | 12. května 2002 |
| Evropský rekord       | Barbora Špotáková      | 72,28 | Stuttgart, Německo             | 13. září 2008   |
| Oceánský rekord       | Louise Curreyová       | 66,80 | Runaway Bay, Austrálie         | 5. srpna 2000   |

## Kvalifikační limity
| A limit | B limit |
| ------- | ------- |
| 61,00 m | 59,00 m |

## Harmonogram
| Datum          | Čas   | Kolo        |
| -------------- | ----- | ----------- |
| 16. srpna 2009 | 10:45 | Kvalifikace |
| 18. srpna 2009 | 19:25 | Finále      |

## Výsledky

### Kvalifikace
Kvalifikace: Kvalifikační limit 62,00 m (Q) nebo 12 nejlepších výkonů (q) postoupí do finále.
| Pořadí | Skupina | Athletka               | Národnost          | #1    | #2    | #3    | Výsledek | Poznámky |
| ------ | ------- | ---------------------- | ------------------ | ----- | ----- | ----- | -------- | -------- |
| 1      | A       | Marija Abakumovová     | Rusko              | 68,92 |       |       | 68,92    | Q, WL    |
| 2      | A       | Linda Stahlová         | Německo            | 63,86 |       |       | 63,86    | Q, SB    |
| 3      | A       | Martina Ratej          | Slovinsko          | 53,13 | 63,42 |       | 63,42    | Q, SB    |
| 4      | A       | Barbora Špotáková      | Česko              | 63,27 |       |       | 63,27    | Q        |
| 5      | B       | Osleidys Menéndezová   | Kuba               | 59,86 | 61,94 | x     | 61,94    | q        |
| 6      | A       | Steffi Neriusová       | Německo            | 61,00 | x     | 61,73 | 61,73    | q        |
| 7      | B       | Christina Obergföllová | Německo            | 60,04 | 59,86 | 60,74 | 60,74    | q        |
| 8      | A       | Monica Stoian          | Rumunsko           | 59,45 | 60,29 | 55,57 | 60,29    | q        |
| 9      | A       | Vira Rebryk            | Ukrajina           | 59,68 | 59,70 | 58,27 | 59,70    | q        |
| 10     | A       | Savva Lika             | Řecko              | 57,26 | x     | 59,64 | 59,64    | q        |
| 11     | B       | Rachel Yurkovich       | USA                | 59,57 | 53,84 | 59,55 | 59,57    | q        |
| 12     | B       | Maria Nicoleta Negoita | Rumunsko           | 59,46 | x     | 56,32 | 59,46    | q        |
| 13     | A       | Goldie Sayers          | Spojené království | 56,44 | 58,58 | 58,98 | 58,98    |          |
| 14     | B       | Mikaela Ingbergová     | Finsko             | 53,86 | 57,88 | x     | 57,88    |          |
| 15     | B       | Kimberley Mickle       | Austrálie          | 57,46 | x     | 56,85 | 57,46    |          |
| 16     | A       | Yainelis Ribiaux       | Kuba               | 57,26 | 57,38 | 56,48 | 57,38    |          |
| 17     | B       | Olha Ivankova          | Ukrajina           | 56,91 | 54,86 | 54,85 | 56,91    |          |
| 18     | B       | Sunette Viljoenová     | Jižní Afrika       | x     | 56,83 | 49,45 | 56,83    |          |
| 19     | A       | Mercedes Chilla        | Španělsko          | 56,68 | x     | x     | 56,68    |          |
| 20     | B       | Urszula Piwnicka       | Polsko             | 56,33 | 56,49 | 55,74 | 56,49    |          |
| 21     | A       | Maryna Novik           | Bělorusko          | 51,56 | 56,44 | 55,01 | 56,44    |          |
| 22     | B       | Yanet Cruz             | Kuba               | 55,50 | 56,19 | x     | 56,19    |          |
| 23     | B       | Ásdís Hjálmsdóttir     | Island             | 55,86 | 55,27 | x     | 55,86    |          |
| 24     | A       | Indrė Jakubaitytė      | Litva              | 55,86 | x     | x     | 55,86    |          |
| 25     | B       | Yuki Ebihara           | Japonsko           | 49,14 | 53,30 | 54,81 | 54,81    |          |
| 26     | B       | Moonika Aava           | Estonsko           | 49,49 | 52,69 | 53,86 | 53,86    |          |
| 27     | B       | Madara Palameika       | Lotyšsko           | 51,80 | 52,98 | x     | 52,98    |          |
| 28     | B       | Valerija Zabruskovová  | Rusko              | 47,31 | 52,87 | 51,13 | 52,87    |          |
| 29     | A       | Kara Patterson         | USA                | 50,60 | x     | 52,71 | 52,71    |          |
| 30     | A       | Elisabeth Pauer        | Rakousko           | x     | 49,32 | 50,88 | 50,88    |          |
| 31     | A       | Serafina Akeli         | Samoa              | 49,58 | x     | x     | 49,58    |          |

Vysvětlivky: Q = přímý postup z kvalifikace, q = kvalifikace podle umístění, SB = Nejlepší osobní výkon roku, WL = Nejlepší výkon roku

### Finále
| Pořadí           | Atletka                | Národnost | #1    | #2    | #3    | #4    | #5    | #6    | Výsledek | Poznámky |
| ---------------- | ---------------------- | --------- | ----- | ----- | ----- | ----- | ----- | ----- | -------- | -------- |
| Zlatá medaile    | Steffi Neriusová       | Německo   | 67,30 | 62,79 | 65,81 | x     | 62,27 | x     | 67,30    |          |
| Stříbrná medaile | Barbora Špotáková      | Česko     | 64,94 | 64,26 | 66,42 | 61,29 | 62,25 | 59,74 | 66,42    |          |
| Bronzová medaile | Marija Abakumovová     | Rusko     | 63,01 | x     | 65,39 | x     | 59,71 | 66,06 | 66,06    |          |
| 4                | Monica Stoian          | Rumunsko  | 64,51 | x     | 61,90 | 59,62 | 61,84 | 61,53 | 64,51    |          |
| 5                | Christina Obergföllová | Německo   | x     | 60,37 | 64,34 | x     | 63,02 | x     | 64,34    |          |
| 6                | Linda Stahlová         | Německo   | 61,64 | 63,23 | 63,18 | 59,00 | 61,33 | 60,90 | 63,23    |          |
| 7                | Osleidys Menéndezová   | Kuba      | 63,11 | x     | x     | x     | 61,56 | 58,27 | 63,11    |          |
| 8                | Savva Lika             | Řecko     | 56,55 | 57,33 | 58,80 | 57,29 | x     | 60,29 | 60,29    |          |
| 9                | Vira Rebryk            | Ukrajina  | 58,25 | 56,78 | 57,50 |       |       |       | 58,25    |          |
| 10               | Maria Nicoleta Negoita | Rumunsko  | 57,59 | 57,65 | x     |       |       |       | 57,65    |          |
| 11               | Martina Ratej          | Slovinsko | 57,57 | x     | x     |       |       |       | 57,57    |          |
| 12               | Rachel Yurkovich       | USA       | 51,15 | 50,05 | x     |       |       |       | 51,15    |          |